# Isabelino Gradín
Pour les articles homonymes, voir Gradin (homonymie).
Isabelino Gradin était un footballeur et athlète uruguayen né à Montevideo le 8 juillet 1897 dans le quartier Guruyú et mort dans la même ville le 21 décembre 1944.

## Biographie
Arrière-petit-fils d'esclaves africains, Gradín a été le premier joueur noir à disputer une rencontre internationale avec l'équipe d'Uruguay. Il évoluait au poste d'attaquant.
Meilleur buteur de la première Copa América disputée à Buenos Aires en marquant 3 buts, compétition qu'il remporta après un nul entre Uruguayens et Argentins.
Idole du Peñarol, club dont il fit les beaux jours avec ses partenaires José Piendibene, Juan Delgado, John Harley, Antonio Campolo et d'autres, remportant à deux reprises le championnat d'Uruguay amateur (1918 et 1921).
Gradín joua comme international par 24 reprises marquant 10 buts entre 1915 et 1927. Avec la Celeste Olímpica il a fait d'inoubliables exhibitions.
Il fut également champion d'Amérique du Sud sur 400 mètres en athlétisme, en 1918 à Buenos Aires et en 1922 à Rio de Janeiro ; les Brésiliens lui ont donné le surnom de O terror das pistas (La terreur des pistes).
Gradin mourut encore jeune à l'âge de 47 ans, dans une grande pauvreté.